# George Bacon
George Edward Bacon (Derby (Derbyshire), 5 de dezembro de 1917) é um físico nuclear britânico. Especialista em difração de nêutrons.

## Publicações selecionadas
- Neutron Diffraction (1955)
- Applications of Neutron Diffraction in Chemistry (1963)
- X-ray and Neutron Diffraction (1966)
- Neutron Physics (1969)
- Neutron Scattering in Chemistry (1977)
- The Architecture of Solids (1981)
- Fifty Years of Neutron Diffraction (1987)
- many scientific publications on X-ray and neutron crystallographic studies in Proceedings of the Royal Society, etc.